# Division de Garhwal
Pour l'État princier de Garhwal, voir Tehrî-Garhwâl.
La division de Garhwal (simplement Garhwal ou Gurwal, hindi : गढ़वाल, API : /ɡəɽʱʋaːl/) est l'une des 2 divisions administratives de l'État indien de l'Uttarakhand (l'autre étant le Kumaon), qui se situe dans l'Himalaya.

## Histoire
Le Garhwal est une très ancienne région du nord de l'Inde, qui correspond à l'ancien royaume de Garhwal. Unifié au XVe siècle par le roi Ajai Pal, qui fusionna 52 principautés, le royaume a porté le nom de Garhwâl jusqu'en 1804.

## Géographie
Le Garhwal est bordé au nord par le Tibet, à l'est par la région de Kumaon, au sud par l'Uttar Pradesh, et à l'ouest par l'État de l'Himachal Pradesh. 
Au niveau administratif, il est constitué de sept districts : Uttarkashi, Chamoli, Rudraprayag, Tehri Garhwal, Dehradun, Pauri Garhwal et Haridwar.

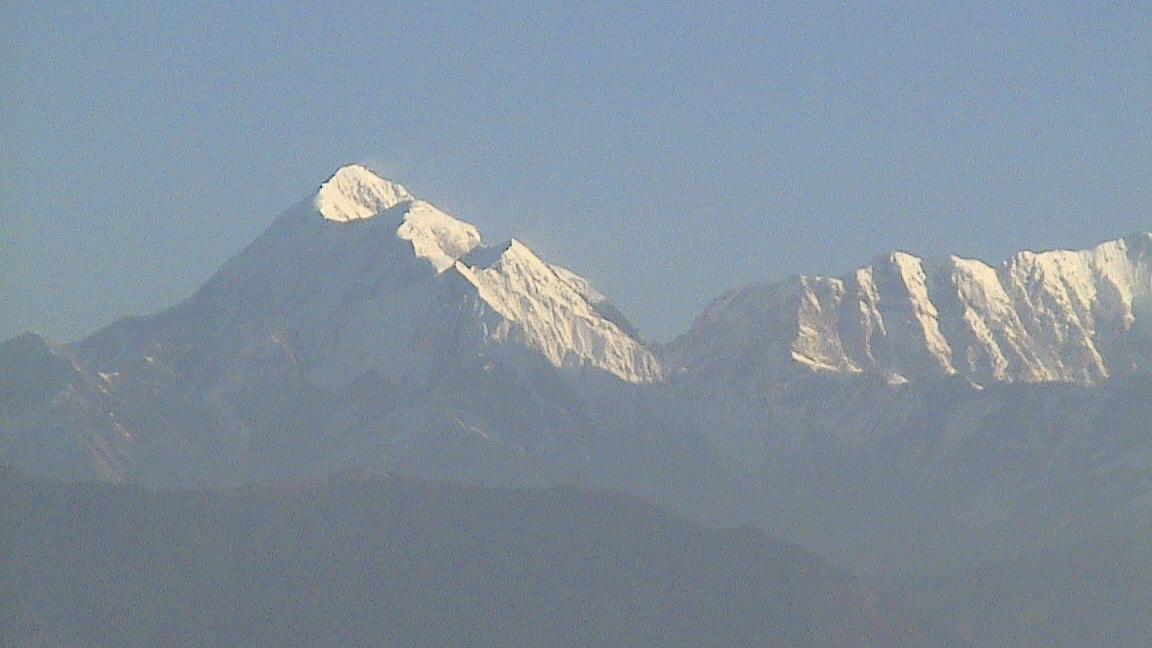
Vue du Trisul (7120 m).

Au niveau hydrographique, le Garhwal est grossièrement délimité par les vallées de la Satledj, affluent de l'Indus et de la Kali affluent du Gange qui forme la frontière avec le Népal. Le Gange prend sa source au Garhwal qui possède par conséquent de nombreux lieux de pèlerinage très fréquentés.
La région presque entièrement constituée de chaînes de montagne accidentées et séparées par des vallées étroites qui se transforment parfois en gorges profondes. Les montagnes les plus hautes se situent à l'est dans le district de Chamoli, les principaux sommets étant la Nanda Devi (7 816 m), le Kamet (7 756 m), le Chaukhamba (7 138 m), le Trisul (7 120 m), le Dunagiri (7066 m), le Kedarnath (6940 m), le Changabang (6864 m) et le Shivling (6 543 m).
Le parc national de Nanda Devi fait partie du Garhwal. Il protège le massif de la Nanda Devi, la plus haute montagne complètement contenue dans le territoire indien. Depuis 1988, le parc est conjointement inscrit au patrimoine mondial avec le parc national de la Vallée des fleurs sous le nom de « parcs nationaux de Nanda Devi et de la Vallée des fleurs ». Depuis 2004, le parc est également reconnu en tant que réserve de biosphère par l'Unesco.

## Ethnies et peuples

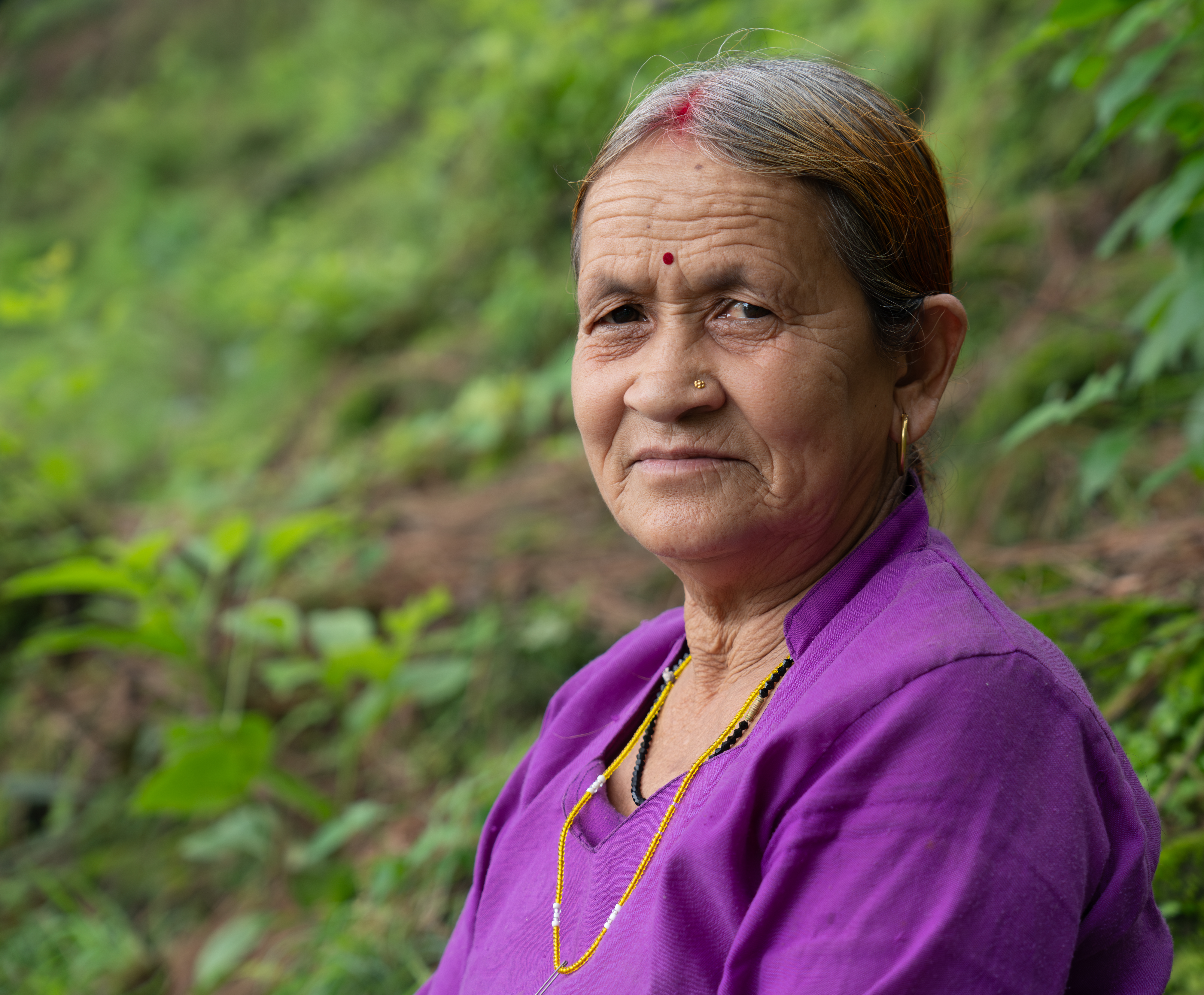
Une bergère, de langue dite Garhwali language, travaillant dans l'Uttarakhand. Aout 2023.

Les habitants du Garhwal sont hindouistes. L'ethnie majoritaire de la région est les Garhwalis. Parmi les autres communautés ethniques que l'on rencontre dans l'État, on trouve des Népalais installés là depuis le XIXe siècle, les Jadhs, les Marchas et les Shaukas sur la frontière indo-tibétaine (connus collectivement sous le nom de  Bhotiyas).

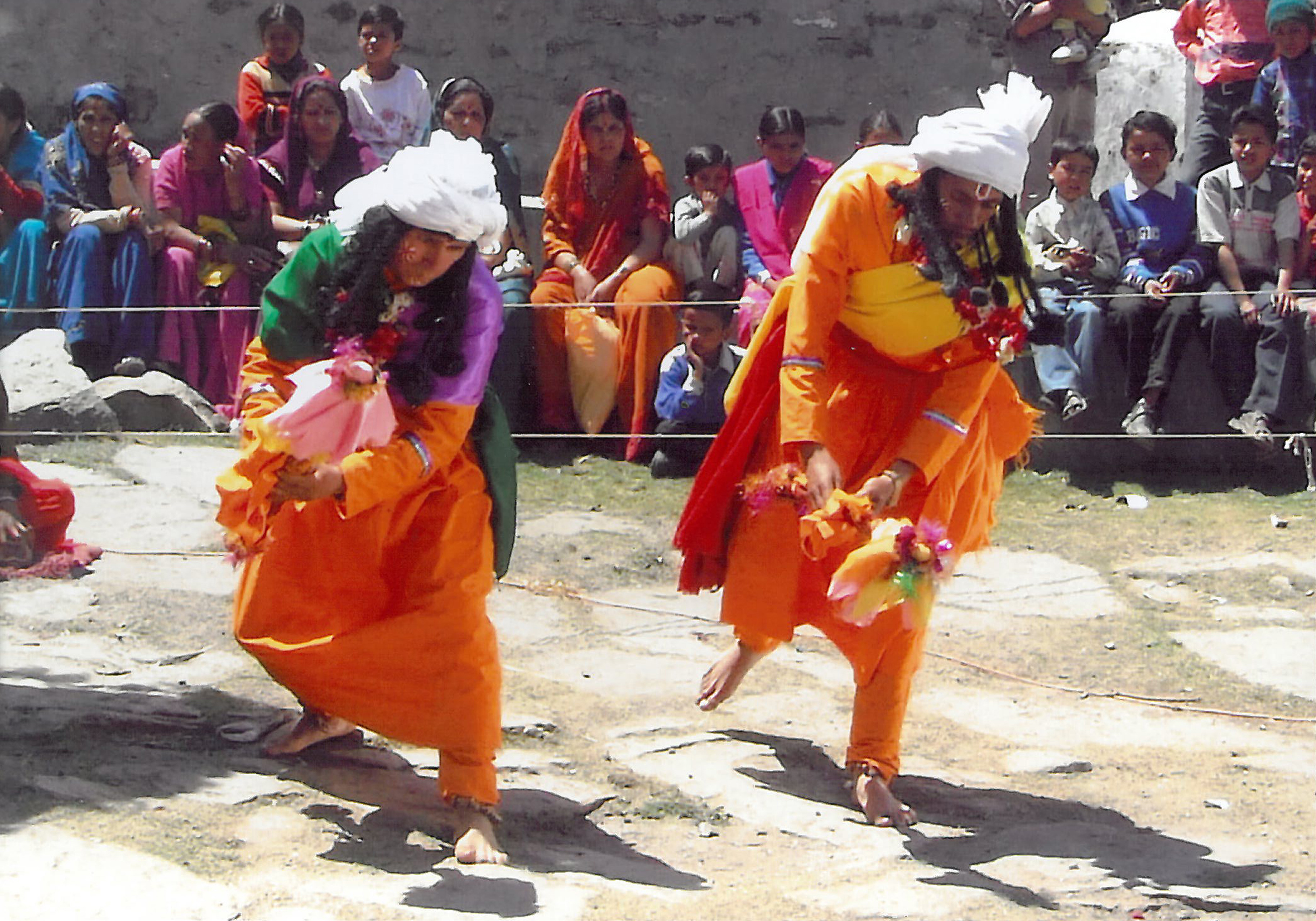
Célébration de Ramman dans la division de Garhwal.

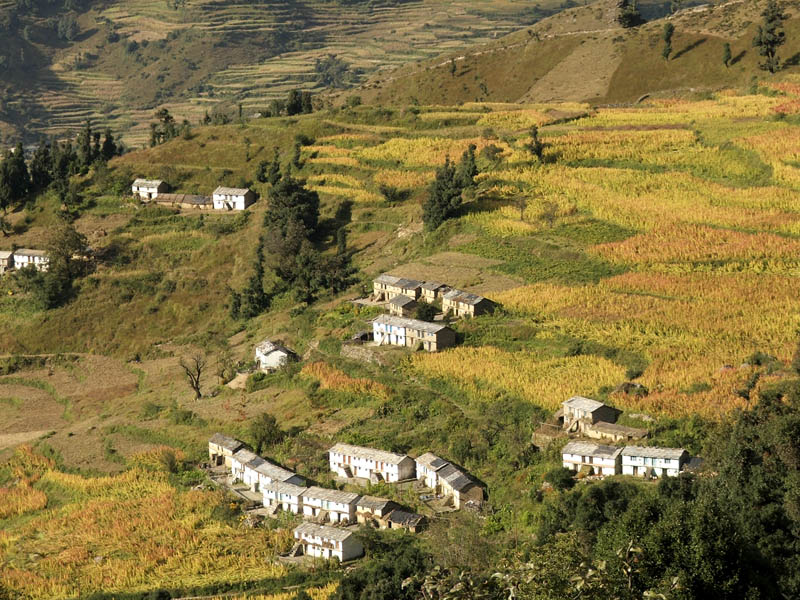
Village traditionnel du Garhwal.

## Économie
L'industrie touristique est un pan important de l'économie du Garhwal, en particulier grâce aux anciennes hill-stations datant du Raj britannique, Mussoorie étant la plus fréquentée. La région est également réputée pour ses nombreux temples et lieux de pèlerinages hindous, les pèlerins visitent les villes saintes de Badrinath et Kedarnath dans l'espoir de se purifier de leurs péchés et à la recherche du salut.
Compte tenu de la protection réservée à la faune et à la flore endémique, l'accès au sanctuaire du parc national de Nanda Devi est limité à de petites parties du parc réservées à l'éco-tourisme, des treks y étant organisés. L'accès en est en revanche interdit depuis 1983 aux expéditions alpines.